# اکتون وال، کبک
اکتون وال (به فرانسوی: Acton Vale) شهرکی در منطقه شهری اکتون ناحیه مونترژی در استان کبک کانادا است. در سرشماری سال ۲۰۱۱ این شهرک ۷٬۶۶۴ نفر جمعیت داشته‌است و مساحت آن ۹۰٫۸۸ کیلومتر مربع است.